# バージェス動物群

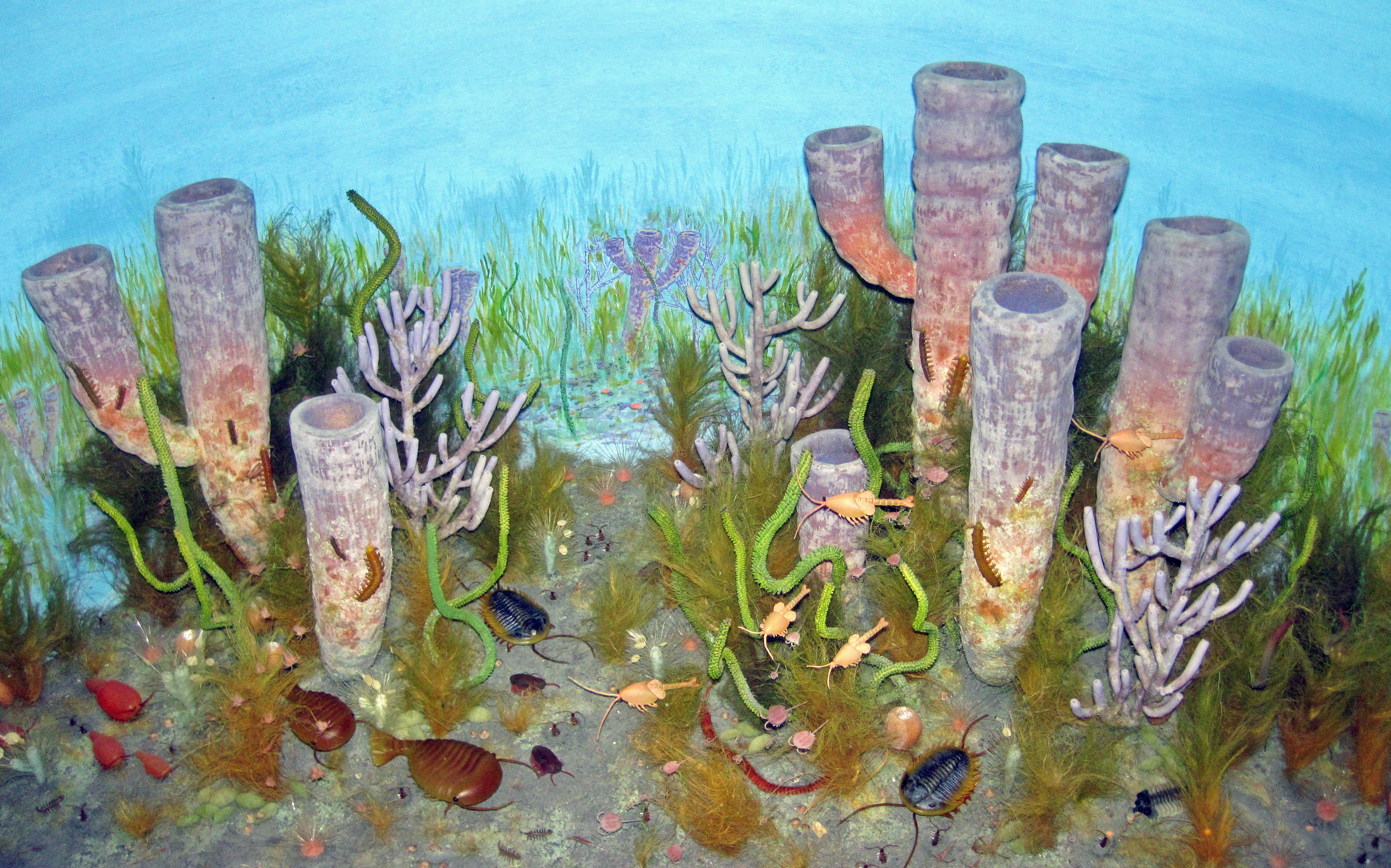
バージェス動物群の生態復元模型

バージェス動物群（バージェスどうぶつぐん、Burgess fauna）、またはバージェス頁岩動物群（バージェスけつがんどうぶつぐん、Burgess Shale fauna）は、約5億1,000万 - 5億500万年前の古生代カンブリア紀ウリューアン期に生息し、カナダのブリティッシュコロンビア州にあるバージェス頁岩（Burgess Shale）の中から化石として発見された生物群（バージェス頁岩生物群 Burgess Shale Biota）のうちの動物群である。

## 概要

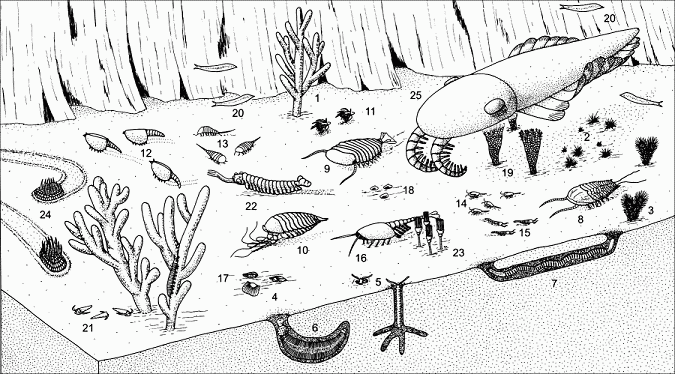
バージェス動物群の動物例：1：ヴァヌシア (海綿)、2：チョイア (海綿)、3：ピラニア (海綿)、4：ニスシア (腕足動物)、5：バージェスソキータ (環形動物多毛類)、6：オットイア (鰓曳動物)、7：ルイゼラ (鰓曳動物)、8：オレノイデス (節足動物三葉虫類)、9：シドネイア (節足動物)、10：レアンコイリア (節足動物メガケイラ類)、11：マーレラ (節足動物マーレロモルフ類)、12：カナダスピス (節足動物 類)、13：モラリア (節足動物)、14：バージェシア (節足動物)、15：ヨホイア (節足動物メガケイラ類)、16：ワプティア (旧復元、節足動物 Hymenocarina類)、17：アイシェアイア (葉足動物)、18：スケネラ、19：エクマトクリヌス、20：ピカイア（脊索動物）、21：ハプロフレンティス（ヒオリテス類)、22：オパビニア (節足動物オパビニア類)、23：ディノミスクス、24：ウィワクシア、25：ペイトイア (旧復元、節足動物ラディオドンタ類)

約5億800万年前（カンブリア紀ウリューアン期）のものとされ、これは、カンブリア爆発よりもやや後の時代である。嫌気性の高い粘土状態で急速に化石となったらしく、軟組織がよく保存され、体の組織が観察される。また、通常は化石に残らないような柔らかい動物の化石がきれいに残っていることでも注目を受けた。
バージェス頁岩をカナディアン・ロッキーの高所（2300メートル）で最初に発見したのは米国の古生物学者であるチャールズ・ウォルコットで、1909年のことであった。彼は翌年には本格的な発掘を開始した。1910年 - 1913年と1917年にわたって発掘調査を行い、さらに1919年と1924年にはくず岩の再確認を行った。その結果、彼は65000個を超える化石を収集した。それは今も国立自然博物館に保存されている。主要な動物については彼によって記載が行われた。彼は、それらの動物を現存する分類群の動物の祖先的形質を多くあらわしたものとして記載し、主に節足動物の初期の進化の系譜を示すものと考えた。エディアカラ動物群と比較すると大型化していると共に硬い外皮を持ち、泳ぎ回ることができた。
ところが、1966年から、ハリー・ウィッチントン（Harry B. Whittington）を中心とする研究グループがこれらの化石の再調査を行なって1万個を超す標本を得た結果、これらの化石動物が、節足動物ではあっても既存の分類群に当てはまらないものが多く、中には門そのものの帰属すらはっきり確定できないものが多数あることを明らかにした。これによってそれまでのカンブリア紀の海中生物相への認識が一変してしまった。

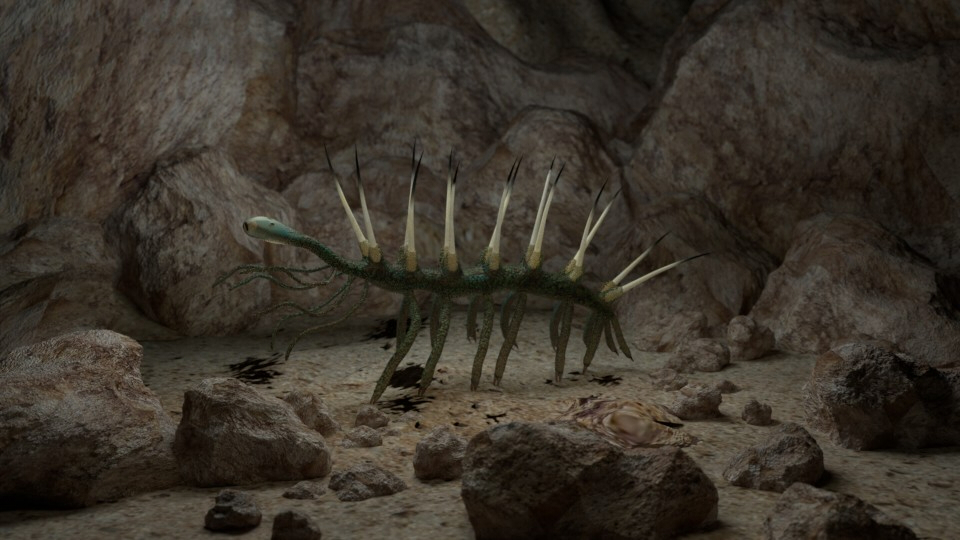
ハルキゲニアの生態復元図

しかも、この知見に基づいてスティーヴン・ジェイ・グールドが著した『ワンダフル・ライフ - バージェス頁岩と生物進化の物語』（Wonderful life : the Burgess Shale and the nature of history）が大変な反響を呼んだことで、この動物群の名は一般にまで広く知られることになった。彼は、そのようにして発見された現在の動物門の枠組みには収まりきらない動物のことを奇妙奇天烈動物（きみょうきてれつ-どうぶつ、Weird Wonders）と呼び、カンブリア紀動物相の現在との異質性を主張した。もっとも、彼の主張は、古い時代だから原始的で単純な動物ばかりだったということではない。むしろ、今は残っていない体制の動物門が多数いたということ、そして、環境の変化に対応しきれなかった出来損ないであったがために絶滅したのではない、ということであった。
その後、彼の意見に対しては専門家からの反発が強く、それほどの異質性はないとの主張も多く見られる。ウィッチントンと共に研究を進めたサイモン・コンウェイ=モリス（Simon Conway Morris）らも、いわゆる奇妙奇天烈生物の大部分は現生の動物群やその初期系統（ステムグループ）に属する基盤的な種として理解できるとして、グールドの見方に反対を表明している。

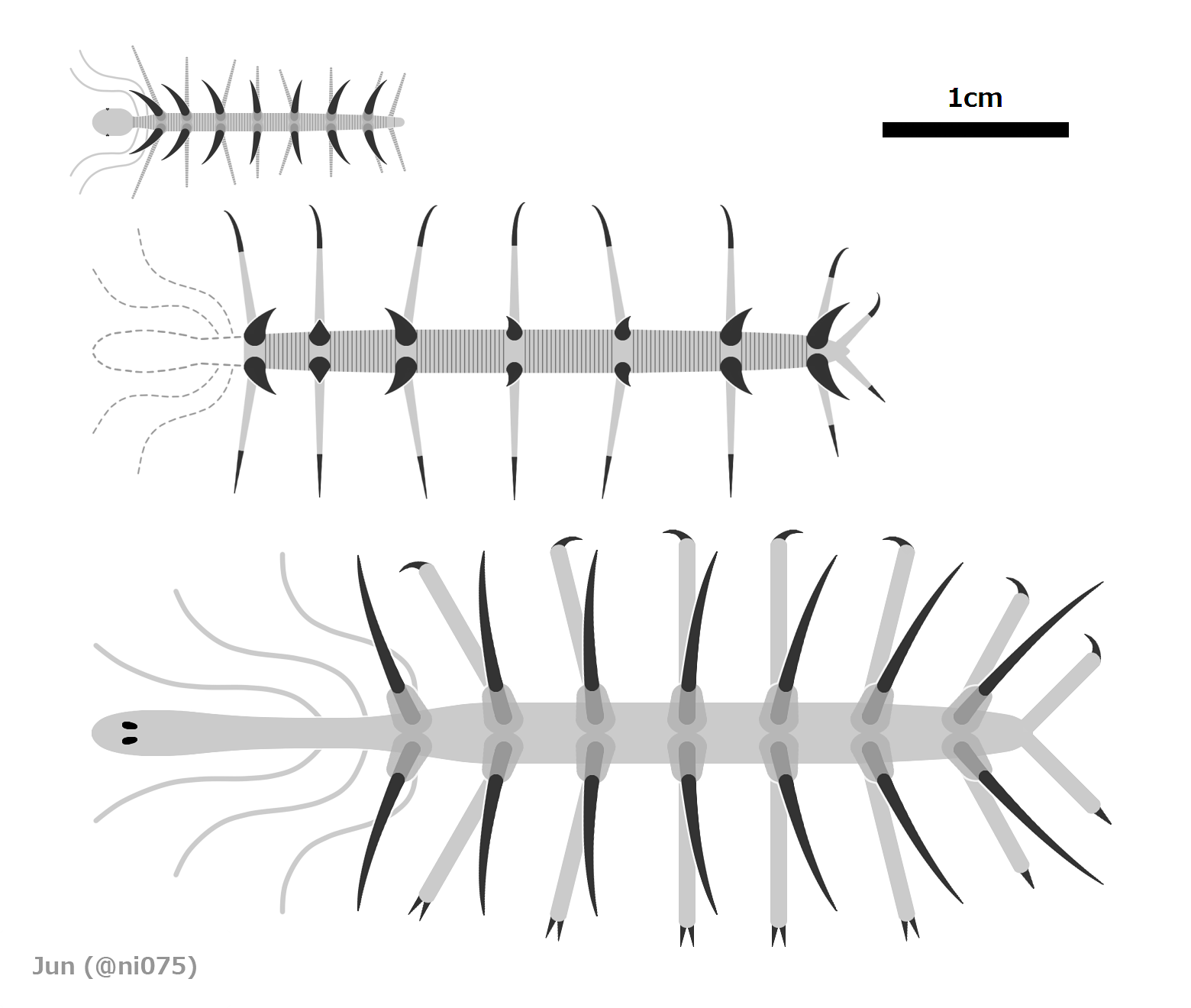
三種のハルキゲニア：上から澄江動物群の Hallucigenia fortis、Guanshan Biota の Hallucigenia hongmeia、およびバージェス動物群の Hallucigenia sparsa の復元図。

その後中国雲南省昆明近くのMaotianshan Shales（澄江動物群）や、オーストラリアカンガルー島の Emu Bay Shale、グリーンランド（シリウス・パセット動物群）など同じくカンブリア紀の堆積層からも、似たような構成のカンブリア紀の動物群が発見される。バージェス動物群をも含め、このような化石動物群は「Burgess shale-type fauna」と総称される。
バージェス頁岩産地は、1981年、ユネスコの世界遺産に登録された。

## バージェス動物群の生物
- 節足動物
  - 恐蟹類（ラディオドンタ類・オパビニア類など）
    - アノマロカリス Anomalocaris [10]
    - ペイトイア Peytoia（=ラガニア Laggania）[11]
    - アンプレクトベルア Amplectobelua [12]
    - フルディア Hurdia [13]
    - スタンレイカリス Stanleycaris [14]
    - カンブロラスター Cambroraster
    - ? カリョシントリプス Caryosyntrips [12]
    - ティタノコリス Titanokorys [15]
    - モスラ Mosura [16]
    - オパビニア Opabinia [17]

  - Artiopoda類（三葉虫など）
    - ヘルメティア Helmetia
    - テゴペルテ Tegopelte
    - ナラオイア Naraoia
    - Pagetia
    - プティカグノスタス Ptychagnostus
    - オレノイデス Olenoides
    - Chancia
    - Ehmaniella
    - Elrathia
    - Hanburia
    - クーテニア Kootenia
    - オジゴプシス Ogygopsis
    - オリクトセファルス Oryctocephalus
    - シドネイア Sidneyia
    - エメラルデラ Emeraldella

  - マーレロモルフ類
    - マーレラ Marrella [18]
    - Skania

  - Hymenocarina類
    - ブランキオカリス Branchiocaris
    - カナダスピス Canadaspis
    - オダライア Odaraia [19]
    - ワプティア Waptia [20]
    - トクンミア Tokummia [21]
    - パクカリス Pakucaris [22]
    - バルフティカリス Balhuticaris [23]
    - ツゾイア Tuzoia [24]
    - フィブラカリス Fibulacaris [25]
    - ネレオカリス Nereocaris [26]
    - ペルスピカリス Perspicaris
    - Plenocaris

  - メガケイラ類
    - レアンコイリア Leanchoilia [27]
    - ヨホイア Yohoia [28]
    - アラルコメネウス Alalcomenaeus [29]
    - ヤウニク Yawunik [30]
    - Actaeus

  - 鋏角類
    - サンクタカリス Sanctacaris [31]
    - ハベリア Habelia [32]
    - モリソニア[33] Mollisonia [34]
    - Thelxiope [35]

  - その他
    - ハイメノカリス Hymenocaris
    - イソキシス Isoxys
    - Liangshanella
    - モラリア Molaria
    - サロトロセルクス Sarotrocercus [36]
- 葉足動物
  - アイシェアイア Aysheaia [37]
  - ハルキゲニア Hallucigenia [38]
  - オヴァティオヴェルミス Ovatiovermis [39]
  - コリンソヴェルミス Collinsovermis [40]
- 鰓曳動物
  - オットイア Ottoia
- 冠輪動物
  - ウィワクシア Wiwaxia
  - オドントグリフス Odontogriphus
  - ヒオリテス類
    - ハプロフレンティス Haplophrentis

  - 環形動物
    - 多毛類
      - カナディア Canadia
      - バージェソキータ Burgessochaeta
- 毛顎動物
  - アミスクウィア Amiskwia[41]
  - ネクトカリス Nectocaris[41]
- 半索動物
  - Spartobranchus [42]
- 脊索動物
  - ピカイア Pikaia
  - メタスプリッギナ Metaspriggina
- 有櫛動物
  - Ctenorhabdotus
  - Fasciculus
  - Xanioascus
- 海綿動物
  - チョイア Choia
  - ピラニア Pirania
- 古杯動物
  - メタルデテス Metaldetes

- その他/所属不明
  - Thaumaptilon
  - ディノミスクス Dinomischus
  - ハーペトガスター Herpetogaster
  - シファッソークタム Siphusauctum